# Königin (2019)
Königin ist ein Film über sexuelle Nötigung und Machtmissbrauch von May el-Toukhy. Der Film handelt von der Beziehung zwischen einer Frau und ihrem Stiefsohn.

## Handlung
Anne ist eine erfolgreiche dänische Rechtsanwältin, die mit dem schwedischen Arzt Peter Zwillingstöchter (Frida und Fanny) hat. Sie arbeitet hauptsächlich an Vergewaltigungsfällen. Gustav, der 16-jährige Sohn von Peter aus erster Ehe, zieht von seiner Mutter in Schweden zu seinem Vater Peter. Eigentlich will Gustav allein leben. Dies führt zu Konflikten mit seinem Vater.
Als Anne eines Tages nach Hause kommt, war eingebrochen worden. Später findet sie einen ihr beim Einbruch gestohlenen Gegenstand in Gustavs Wäsche. Darauf konfrontiert sie Gustav mit den Beweisen. Anne verspricht die Angelegenheit geheim zu halten, wenn Gustav sich ins Familienleben integriert. Einige Zeit später bringt Gustav Amanda mit nach Hause. Anne hört den beiden beim Sex zu und wird erregt.
Peter und Anne unterhalten ihre Gäste auf dem Balkon. Anne setzt sich jedoch von der Feier abseits ins Gras und trifft dabei auf Gustav, der kurz Zigaretten holen will. Die beiden gehen schließlich in eine Bar, wo sie sich unter anderem über intime Details aus der Vergangenheit ihres Liebeslebens austauschen. Als Gustav los will, verabschiedet Anne ihn mit einem Kuss auf den Mund.
Einige Tage später geht Anne in Gustavs Schlafzimmer. Sie berührt ihn unter der Decke, woraufhin es zunächst zu Oralsex und anschließend Geschlechtsverkehr kommt. Aus diesem Abend entwickelt sich im Verlauf eine kurze, aber intensive Affäre.
Bei der Geburtstagsfeier von Frida und Fanny sieht Annes Schwester Lina jedoch, wie Gustav und Anne sich küssen. Daraufhin bricht Anne die Affäre ab. Gustav und Peter fahren zur Ferienhütte der Familie, um einen Vater-Sohn-Ausflug zu unternehmen. Peter kommt jedoch unerwartet früher zurück, teilt Anne mit, dass Gustav in ein Internat gehen will und dass er weiß, dass die beiden eine Affäre hatten. Anne bestreitet den Vorwurf und behauptet, dass Gustav sich das ausdenke, da er sie hasst. Er mache sie für die Zerstörung der Ehe von Peter und seiner Mutter Rebecca verantwortlich. Sie sagt Peter auch, dass Gustav für den Einbruch verantwortlich ist. Als Gustav, Anne und Peter die Sache gemeinsam besprechen, bestreitet Anne die Angelegenheit weiterhin. Gustav droht den Vorfall zu melden. Anne meint daraufhin, dass er angesichts seiner mit Strafdelikten behafteten Vergangenheit kein glaubwürdiger Zeuge sei, woraufhin dieser sein Vorhaben nicht umsetzt. Gustav muss schließlich das Haus von Peter und Anne verlassen, kommt jedoch eines Nachts angetrunken wieder, um mit seinem Vater zu reden.
Es öffnet jedoch Anne die Tür, woraufhin sich ein Streit entfacht. Anne teilt ihm mit, dass Peter nicht noch mehr ertragen kann und Gustav sich zu wichtig nehme, woraufhin dieser in Tränen zusammenbricht. Einige Zeit später wird er in seiner Schule vermisst. Schließlich wird seine Leiche von einem Jäger in der Nähe der Hütte gefunden. Er ist erfroren. Anne will ihren Mann beschwichtigen, dass Gustavs Tod nicht seine Schuld sei. Er hält ihr den Mund zu und drückt sie gegen die Wand, sie anschreiend, dass sie den Mund halten soll.
In den letzten Szenen bereitet sich die Familie stillschweigend auf ein Ereignis vor. Alle ziehen schwarze Kleidung an. Peter und die Mädchen laufen beim  Verlassen des Hauses voraus, Anne folgt ihnen einige Meter entfernt. Auch auf der Autofahrt schweigen alle. Wahrscheinlich fahren sie zu Gustavs Beerdigung.

## Produktion
Der Film wurde in der Gegend um Kopenhagen gedreht. Das Budget betrug 19,5 Mio. DKK.
Weltpremiere hatte der Film auf dem Sundance Film Festival 2019. Erstmals landesweit in die Kinos kam er am 28. März 2019 in Dänemark, am 26. April folgte Schweden. Die Premiere in den deutschen Kinos war für den 9. April 2020 geplant. Der Film wurde dann als Video-on-Demand am 5. Mai 2020 veröffentlicht.

## Auszeichnungen

### Ausgezeichnet
- Filmpreis des Nordischen Rates
- 2020: Bodil als Beste Hauptdarstellerin
- 2020: Bodil als Bester Nebendarsteller
- 2020: Robert als Bester dänischer Film
- 2020: Robert als Beste Hauptdarstellerin
- 2020: Robert als Bester Hauptdarsteller
- 2020: Robert als Beste Filmmusik
- 2020: Robert als Beste Kamera

### Nominiert
Königin war der dänische Kandidat für den Oscar 2019, wurde aber nicht für den besten fremdsprachigen Film nominiert.
- 2019: Europäischer Filmpreis als Beste Hauptdarstellerin

## Kritik
Bei Rotten Tomatoes hat der Film eine Bewertung von 96 % bei 25 Rezensionen.

„Moralisches Fehlverhalten seziert niemand so präzise und mitleidlos wie die Dänen.“

„Einer der interessantesten Filme der Post-‚Me Too‘-Ära.“

## Neuverfilmung
Die französische Regisseurin Catherine Breillat verfilmte den Stoff unter dem Titel Im letzten Sommer (2023) neu.